# Espurio Opio Córnicen
Espurio Opio Córnicen (en latín Spurius Oppius Cornicen), uno de los miembros plebeyos del segundo decenvirato, del año 450 a. C.
Cuando sus colegas decenviros marcharon contra el enemigo, Córnicen se quedó como colega de Apio Claudio Craso para cuidar de la ciudad, y fue él quien convocó al Senado cuando el pueblo se levantó en armas tras la muerte de Virginia.
Al año siguiente (449 a. C.), fue enviado a la cárcel por haber ordenado azotar a un veterano, de veintisiete años de servicio, aparentemente sin ninguna causa. Córnicen, temiendo el resultado poco favorable del juicio, se suicidó en la cárcel. (Liv. iii. 35, 41, 49, 50, 58; Dionis. X. 58, xi. 23, 44, 46.)